# Hitsville 765
『Hitsville 765』（ヒッツヴィル ナナロクゴ）は、2021年4月2日からFM COCOLOで放送されているラジオ番組。

## 概要
2021年4月期改編で始まった番組。Good Old Days（古き良き時代）なナンバーからクラシックまで、エバーグリーンな音楽をはじめ、橋・食・アートなどの情報も紹介する。
番組開始から2025年3月29日までは金曜日と土曜日に放送されていたが、2025年4月期改編で金曜日の放送は同年3月28日をもって終了し、同年4月5日からは土曜日のみの放送となった。

## 放送時間
- 土曜日 7:00 - 11:00（2025年4月5日 - ）

### 過去の放送時間
- 金曜日 6:00 - 10:00（2021年4月2日 - 2025年3月28日）
- 土曜日 6:00 - 10:00（2021年4月3日 - 2025年3月29日）

## DJ
- 尾上さとこ（2021年4月2日 - ）

代演
- MEME（2021年5月1日[5]・2023年11月4日[6]）
- 野村雅夫（2021年4月30日[7]・2023年11月3日[6]）

## 出演
- 門上武司（2021年5月1日 - ）

「美味礼讃」に出演。

## 主なコーナー
美味礼讃
7時台
門上がおすすめの食情報を紹介する。
やっぱし橋が好き
8時台
各地の橋にまつわる歴史や魅力を紹介する。
Daiwa House THE HARMONY
9時台
大和ハウス工業提供。オーケストラの各楽器にスポットを当て、クラシック音楽の魅力を紹介する。

### 過去のコーナー
Saturday Morning Selection
土曜 6時台
毎週1つのテーマから朝に合うナンバーを3曲続けて流す。
おのえ’s EYE
土曜 8時台
尾上さとこが気になるものを紹介する。